# Maritimt Overvågningscenter
Maritimt Overvågningscenter (MOC) er et maritimt overvågningscenter tilhørende det danske søværn. Centeret, som ligger i Frederikshavn, blev oprettet den 1. november 2016 efter nedlægningen af Maritimt Overvågningscenter Nord og Maritimt Overvågningscenter Syd.